# Kyokko
Kyokko ou EXOS-A est un satellite scientifique japonais développé par l'ISAS et lancé le 4 février 1978 par le lanceur M-3H # 2 depuis la base de lancement d'Uchinoura. Le satellite circule sur une orbite terrestre elliptique (630 x 3 970 km) avec une inclinaison de 65° qu'il parcourt en 134 minutes. La mission s'achève le 2 août 1992.
L'objectif de la mission est :
- L'observation de la densité, la température et la composition du plasma spatial.
- Les recherches sur le spectre d'énergie des électrons des aurores polaires.
- La prise d'image en ultraviolet des aurores polaires.

Kyokko participe à l'Étude internationale de la magnétosphère (International Magnetospheric Study).
Le satellite d'une masse de 126 kg a la forme d'un cylindre d'un diamètre de 95 cm pour une hauteur de 80 cm. Le corps du satellite est recouvert de cellules photovoltaïques fournissant 35 watts. Deux aimants fixés à l'extrémité de deux perches d'environ 2,5 mètres de long de part et d'autre du satellite sont utilisés pour le contrôle d'attitude.
Le satellite embarque 3 instruments scientifiques :
- Un analyseur de spectres énergie des électrons.
- Un instrument de mesure des ondes de plasma et de la température des électrons.
- Une caméra ultraviolet (ATV).

Le satellite permet d'obtenir pour la première fois une photo d'aurore dans l'ultraviolet. Les données recueillies permettent de découvrir que lorsqu'une aurore apparaît, des perturbations se produisaient dans le plasma avec pour conséquence l'émission d'ondes électromagnétiques de forte puissance.